# Пощёчина

Мужчина получает пощёчину

Пощёчина (оплеуха) — удар по щеке или в том числе и по какому-либо другому человеческому органу открытой ладонью (в большинстве случаев производится нижней областью квадрата ладони под фалангами пальцев, создавая звуковой хлопок). В современной европейской культуре нанесение пощёчины считается серьёзным личным оскорблением, выражением презрения и отсутствия уважения к личности того, кому она наносится. В таком значении она может применяться в качестве ответа на словесное оскорбление или недостойные действия, как демонстрация того, что оппонент своими действиями показал отсутствие у него чести и человеческого достоинства. В аристократической среде прошлых веков пощёчина практически неизбежно приводила к дуэли.

## Символическое значение

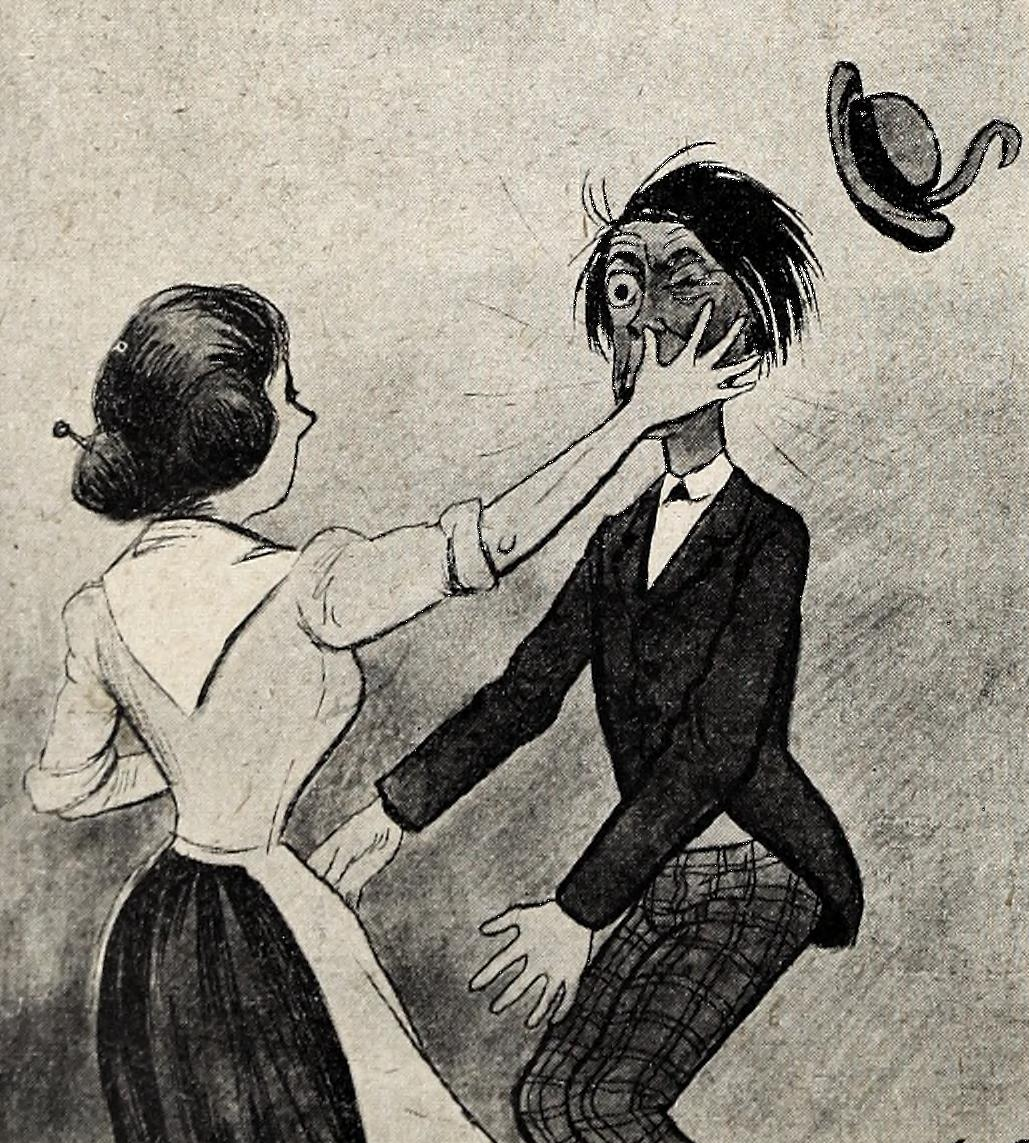
Испанская карикатура 1898 года

В европейской культуре пощёчина имеет символическое значение. В эпоху Средних веков её нанесение являлось неотъемлемой частью ритуала посвящения в рыцари, который, по описанию академика Р. Ю. Виппера, обычно завершался таким образом: посвящаемый становился на колени перед посвящающим, и тот

 давал ему „последний удар“ ладонью по лицу или мечом по спине.
Пощёчина имеет своё символическое значение только тогда, когда на неё нельзя ответить. Она безнравственна, когда её даёт начальник подчинённому, взрослый — ребёнку.
Пощёчина также не может быть элементом наказания — её нельзя присудить в качестве телесных наказаний.
Для народов Кавказа пощёчина является наиболее тяжким оскорблением.
Нюансы возможных значений этого жеста зависят от адресата, от состояния дающего пощёчину (возможно состояние аффекта, а также алкогольного опьянения и другие факторы), её места и времени. Сложность здесь в том, чтобы отличить «культурный жест» от провокационного либо хулиганского поступка.

## Боевой спорт
В 2020-х годах соревнования по пощечинам стали набирать популярность и привлекать внимание как боевой вид спорта благодаря вирусным видеороликам: противники стоят друг напротив друга и обмениваются ударами, пока один не уступит или не будет нокаутирован. В 2023 году президент UFC Дэйна Уайт попытался популяризировать соревнования по пощечинам через свой промоушен Power Slap, который также получил санкцию Атлетической комиссии штата Невада с правилами по образцу смешанных единоборств.